# Chicago Grand Prix 1973
Il Chicago Grand Prix 1973 è stato un torneo di tennis giocato sul sintetico indoor. È stata la 1ª edizione del Chicago Grand Prix, che fa parte del Commercial Union Assurance Grand Prix 1973. Si è giocato a Chicago negli USA, dal 24 al 30 settembre 1973.

## Campioni

### Singolare
Tom Okker ha battuto in finale  John Newcombe con il punteggio di 3–6 7–5 6–3

### Doppio
Owen Davidson /  John Newcombe hanno battuto in finale  Gerald Battrick /  Graham Stilwell con il punteggio di 6–7, 7–6, 7–6